# فيلييه لو بيل
فيلييه لو بيل هي بلدية في إقليم فال دواز الفرنسية، في الضواحي الشمالية لباريس. تقع على بعد 17.4 كيلومتر (10.8 ميل) من وسط باريس.

## تاريخ
وقعت مأساة في المدينة في مساء يوم 25 مارس 1818، عندما تصدع 6,000 بوند بوزن (كجم2721). تم إزالة الجرس من البرج، مما تسبب عن مقتل ما يقرب من 25 متفرجًا. تم إنقاذ العمال الذين ظلوا معلقين من برج الكنيسة المنهار.
في الخمسينيات من القرن الماضي، كان يبلغ عدد سكان الكومونة حوالي 5,000 نسمة، لكنها تحولت إلى مناطق حضرية من عام 1950 إلى 1974. اعتبارًا من عام 2007، كان لدى البلدية 26,000 نسمة.
في عام 2007، أعلن رئيس البلدية في ذلك الوقت، فرانسوا بوبوني، أن المدينة أصبحت «حيًا غير اجتماعيًا» عانى من أخطاء التخطيط التي حدثت في الخمسينيات، حيث لم يكتسب المجتمع الأعمال اللازمة لدعم السكان. صرح جان لويس مارساك، النائب الأول لرئيس البلدية، أن البلدية نمت دون الحصول على البنية التحتية المناسبة.

### أعمال الشغب عام 2007
في ليلة 25 نوفمبر / تشرين الثاني 2007، هاجمت العصابات مركز الشرطة في فيلييه لو بيل، وأشعلت النار في بعض السيارات وخربت المتاجر. كان الدافع وراء أعمال العنف مقتل مراهقين بعد اصطدام دراجاتهم النارية بسيارة الشرطة عند تقاطع الطريق. امتدت الاضطرابات إلى البلدات المجاورة ليلة 26 نوفمبر. وأصيب 82 شرطيا، أربعة منهم شخصت حالتهم بإصابات خطيرة، بطلقات نارية.

## المواصلات
يخدم مترو باريس، RER، من خلال محطة غونيس-ارنوفيل - فيلييه لو بيل في باريس Paris RER LINE D. ومع ذلك، تقع هذه المحطة في البلدية المجاورة 2.5 كيلومتر (1.6 ميل) من وسط مدينة فيلييه لو بيل.

## سكان
اعتبارًا من 2017 كان 47% من سكان البلدية تحت سن 30.

## اقتصاد
اعتبارا من عام 2007 يعد مطار باريس شارل ديغول الدولي العمل الرئيسي في المنطقة. داخل فيلير لو بيل نفسها، كان أكبر ارباب العمل هم مستشفى شيلرلز وشركة فلوباك وشركة غلوسين للمواد الطبية والخدمات العامة.

## تعليم
يوجد لذى البلدية 30 مؤسسة تعليمية، يتتضمنها 11 مدرسة تمهيدية و11 مدرسة ابتدائية إلى جانب أربع مدارس إعدادية ومدرسة ثانوية مهنية. اعتبارًا من 2007 لا يوجد لدى البلدية مدرسة ثانوية عامة خاصة بها / من المستوى السادس.
- تشمل المدارس الثانوية الإعدادية كوليج ليون بلوم، وكوليج مارتن لوثر كينج، وكوليج سانت إكزوبيري جنبًا إلى جنب مع كوليج بريفا سانت ديدييه
- Lycée Mendès France (المدرسة الثانوية المهنية) موجودة في البلدية

توجد مدرستان ثانويتان قريبتان في سارسيل، وليسيه لا توريل وليسيه جان جاك روسو (سارسيل). يذهب الطلاب الذين يحضرون دراسات المدرسة الثانوية العامة إلى جي.جي.روسو
جامعات المنطقة:
- جامعة سيرجي بونتواز  [لغات أخرى]‏
- جامعة باريس 8
- جامعة باريس 13  [لغات أخرى]‏

## البلديات المجاورة
- Arnouville lès-Gonesse
- بوكيفال
- * إكوين
- لو بليسيس جاسوت  [لغات أخرى]‏
- جونيس
- سارسيل

## شخصيات
- الكسندر بلجام  [لغات أخرى]‏ (1842-1906)، كاتب.
- ميكايل سيتوني  [لغات أخرى]‏، لاعب كرة قدم
- ماري لوري ديلي، لاعبة كرة القدم
- جايل ن لوندولو  [لغات أخرى]‏ لاعب كرة القدم
- يوان سالمير، لاعب كرة قدم
- كيفن فينيتوت، لاعب كرة قدم
- لينو، مغني الراب
- مايك ماينان، لاعب كرة قدم

## روابط خارجية
- الموقع الرسمي
 (بالفرنسية)
- Base Mérimée: Search for heritage in the commune, Ministère français de la Culture. (in French)
- Association of Mayors of the Val d’Oise (بالفرنسية)

قالب:Val-d'Oise communes